# Пет Мартино
Патрик Кармен Азара (енгл. Patrick Carmen Azzara; Филаделфија, 25. август 1944 — 1. новембар 2021), познатији као Пет Мартино (енгл. Pat Martino), био је амерички џез гитариста и композитор. Познат је био по брзини, техничком умећу и савршеном владању инструментом.